# Sporobolus pauciflorus
Sporobolus pauciflorus är en gräsart som beskrevs av Auguste Jean Baptiste Chevalier. Sporobolus pauciflorus ingår i släktet droppgräs, och familjen gräs. Inga underarter finns listade i Catalogue of Life.